# Jan Urbas
Jan Urbas, född 26 januari 1989 i Ljubljana, Jugoslavien, är en slovensk professionell ishockeycenter som spelar för Fischtown Pinguins i DEL.
Urbas har tidigare spelat för Malmö Redhawks, Växjö Lakers, EHC München, Västerås IK (ishockey) och Klagenfurter AC

## Klubbar
- Malmö Redhawks 2007–2011
- Växjö Lakers 2011–2013
- EHC München 2013–2014
- Klagenfurter AC 2014
- Västerås Hockey 2014–